# 대비염색

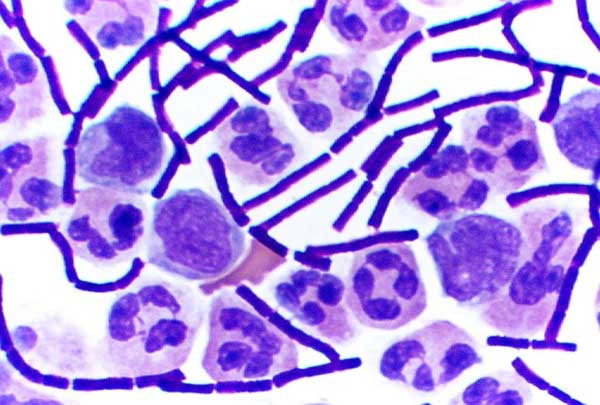
대비염색된 백혈구와 그람양성세균인 탄저균

대비염색(對比染色, 영어: counterstain)은 주염색액과 색상이 대조되는 염색액으로 염색한 다음, 현미경을 사용하여 염색된 구조를 쉽게 볼 수 있게 해준다. 대비염색법(對比染色法), 대조염색(對照染色)이라고도 한다.
예를 들어 지메네즈 염색에서 푸크신 염색에 대한 말라카이트 그린 대비염색과 H&E 염색에서 헤마톡실린에 대한 에오신 대비염색이 있다. 그람 염색에서 크리스탈 바이올렛은 그람양성세균만 염색하고, 사프라닌 대비염색은 모든 세포를 염색하기 때문에 그람음성세균도 식별이 가능하다. 대체 방법은 희석된 카보플루오자이드를 사용하는 것이다. 대비염색은 때때로 미생물학 연구에서 유기 쇄설물로부터 동물을 분리하는 데 사용된다.

## 같이 보기
- 그람 염색
- 염색 (생물학)